# Populus afghanica
Populus afghanica är en videväxtart som först beskrevs av James Edward Tierney Aitchison och Hamsl., och fick sitt nu gällande namn av Schneid.. Populus afghanica ingår i släktet popplar, och familjen videväxter. Inga underarter finns listade i Catalogue of Life.